# Chapelle Saint-Martin-de-Porrès de Paris
La chapelle Saint-Martin-de-Porrès est un édifice religieux situé rue Jacques-Ibert dans le 17e arrondissement de Paris. Elle est dédiée à saint Martin de Porrès, (1579-1639) né à Lima (Pérou), canonisé par le pape Jean XXIII.

## Histoire
Construite dans le cadre de l'Œuvre des Chantiers du Cardinal par Mgr Lustiger, 
elle a été bénie le 21 novembre 1987 par Mgr Guy Thomazeau.

## Description
Cette chapelle de plan triangulaire est située au rez-de-chaussée d’un immeuble d'habitation. Elle est décorée d'un Chemin de croix réalisé par Carolyne Morel, couturière et costumière.
La simplicité de l'ornementation de cet édifice est représentative du style des années 1980 en vogue alors dans l'Église catholique.

## Accès
Ce lieu de culte est desservi par la ligne 3 du métro de Paris avec la station Louise Michel.